# Aleksandra Bednarek
Aleksandra Ewa Bednarek (ur. 8 stycznia 1998 w Łodzi) – polska pływaczka specjalizująca się w zimowym pływaniu, pierwsza Polka, która zdobyła Potrójną Koronę w Pływaniu na Wodach Otwartych.

## Życiorys
Ukończyła naukę w XXXII Liceum Ogólnokształcącym w Łodzi. Ukończyła inżynierię biomedyczną na Wydziale Elektroniki, Elektrotechniki, Informatyki i Automatyki Politechniki Łódzkiej oraz studia II stopnia na Wydziale Biotechnologii i Nauk o Żywności PŁ. Jest prezesem Polskiego Stowarzyszenia Pływania Na Wodach Otwartych oraz koordynatorką zawodów pływackich „Zimno i Fajnie”.
Jako pierwsza Polka zdobyła Potrójną Koronę w Pływaniu na Wodach Otwartych, przepłynąwszy kolejno:
- kanał Catalina na dystansie 32,3 km czasie ok. 12 7 min. 32 s (26 sierpnia 2018)[6][7]
- trasę wokół wyspy Manhattan odczas 20 Bridges Swim, na dystansie 46,5 km w czasie 7 godzin, 7 min. i 34 s (13 lipca 2019)[4][7]
- kanał La Manche wpław na dystansie 33 km w czasie 13 godz. 18 min. (20 lipca 2021)[8][7]

Uczestniczyła także w Wörthersee Swim, w ramach którego przepłynęła 17 kilometrowy odcinek z Velden do Klagenfurtu w czasie 5 godz. 1 min. 21 s.

## Medale Mistrzostw Świata w zimowym pływaniu

### 50 m stylem klasycznym
- (x1): 2018[9]
- (x1): 2019[9]

### 100 m stylem klasycznym
- (x2) 2020[9], 2025[10]
- (x2): 2019[9], 2023[11]

### 100 m stylem dowolnym
- (x2): 2023[11], 2024[12]

### 200 m stylem klasycznym
- (x2): 2018[9], 2023[11]
- (x2): 2019[9], 2024[12]

### 200 m stylem zmiennym
- (x1): 2025[10]

### 250 m stylem dowolnym
- (x1): 2025[10]

### sztafeta mieszana międzynarodowa 4×25m
- (x1): 2023[11]

## Wyróżnienia
- Tytuł Kobiety Roku nadany przez Światową Organizację Pływania na Wodach Otwartych (2018)[6],
- Potrójna Korona w Pływaniu na Wodach Otwartych(inne języki) (2021)[9],
- Finalistka plebiscytu „Nieprzeciętni” Radiowej Czwórki (2022)[13],
- Tytuł Honorowego Złotego Inżyniera nadany przez „Przegląd Techniczny” (2023)[14].